# Soheil Ayari
Soheil Ayari (ur. 5 kwietnia 1970 roku w Aix-les-Bains) – francuski kierowca wyścigowy pochodzenia irańskiego.

## Kariera
Ayari rozpoczął karierę w wyścigach samochodowych w 1993 roku od startów we Francuskiej Formule Ford 1600, Europejskiej Formule Ford, Francuskiej Formule 3 oraz Festiwalu Formuły Ford. Jedynie w dwóch pierwszych wymienionych seriach zdobywał punkty. Z dorobkiem odpowiednio 75 i piętnastu punktów uplasował się tam odpowiednio na szóstej i dziewiątej pozycji w klasyfikacji generalnej. W późniejszych latach pojawiał się także w stawce Francuskiej Formuły Ford 1800, Masters of Formula 3, Grand Prix Monako Formuły 3, Grand Prix Makau, 24-godzinnego wyścigu Le Mans, Formuły 3000, CART Dayton Indy Lights, Włoskiej Formuły 3000, Sports Racing World Cup, FIA Sportscar Championship, French Supertouring Championship, Le Mans Endurance Series, World Touring Car Championship, French GT Championship, Super GT Japan, Le Mans Series, American Le Mans Series, Intercontinental Le Mans Cup, 1er Grand Prix Electrique, International GT Open, European Le Mans Series oraz FIA World Endurance Championship
W Formule 3000 Francuz startował w latach 1997-2000. W pierwszym sezonie startów raz zwyciężył. Uzbierane 12 punktów dało mu ósme miejsce w klasyfikacji generalnej. Rok później prócz zwycięstwa, stawał jeszcze dwukrotnie na podium. Dorobek 20 punktów uplasował go na piątym miejscu w końcowej klasyfikacji kierowców. W sezonie 1999 roku było tylko jedno miejsce na podium i siódma pozycja w klasyfikacji generalnej. W ostatnim swoim sezonie startów w Formule 3000 jeden punkt przyniósł Francuzowi 24 miejsce.